# Sensystor

Przykład układu elektronicznego z sensystorem Rs

Sensystor (ang. sensistor) – opornik, którego rezystancja zmienia się zależnie od temperatury.
Rezystancja sensystorów rośnie eksponencjalne ze wzrostem temperatury, czyli mają dodatni współczynnik temperaturowy (np. 0,7% na stopień Celsjusza).
Są używane w obwodach elektronicznych do kompensacji wpływu temperatury lub też jako czujniki temperaturowe do innych obwodów.
Sensystory są wykonane na bazie półprzewodnikowego krzemu i w działaniu są podobne do termistorów typu PTC.